# Kahavanu

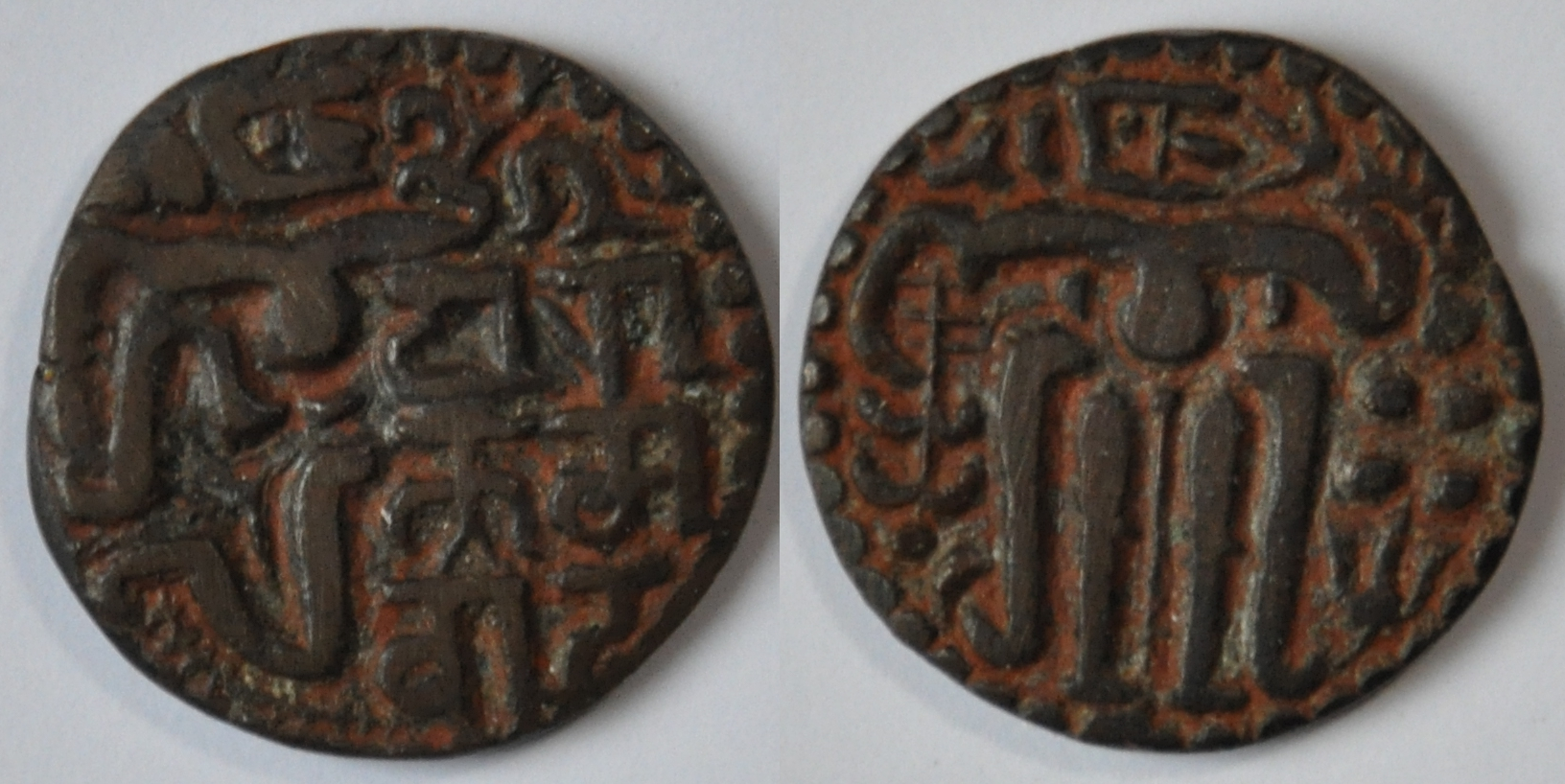
Kahavanu króla Parakramabahu II z XIII wieku

Kahavanu – miedziane monety władców Cejlonu z okresu średniowiecza.
Emitowane były przez królów panujących na wyspie od XI do XIV wieku. Wyglądem zewnętrznym naśladowały indyjskie monety władców z dynastii Ćolów (rządzących również na Cejlonie do 1073 r.). Ze względu na stylizowane człekokształtne wyobrażenie rewersowe (najpewniej król na tronie z oznakami swej władzy) znane są w literaturze numizmatycznej pod angielskojęzyczną nazwą Ceylon man coins.   